# Kaito Suzuki (Fußballspieler, 2002)
Kaito Suzuki (jap. 鈴木 海音, Suzuki Kaito; * 25. August 2002 in der Präfektur Shizuoka) ist ein japanischer Fußballspieler.

## Karriere
Kaito Suzuki erlernte das Fußballspielen in Jugendmannschaft von Júbilo Iwata. Hier unterschrieb er im April 2020 auch seinen ersten Profivertrag. Der Verein aus Iwata spielte in der zweiten japanischen Liga, der J2 League. Sein Zweitligadebüt gab er am 19. August 2020 im Auswärtsspiel gegen den FC Machida Zelvia. Hier wurde er nach der Halbzeitpause gegen Yoshiaki Fujita ausgewechselt. Ende 2021 feierte er mit Júbilo die Meisterschaft der zweiten Liga und den Aufstieg in die erste Liga. Am 1. Februar 2022 wechselte er auf Leihbasis zum Zweitligisten Tochigi SC. Für den Verein aus Utsunomiya bestritt er 34 Zweitligaspiele. Nach der Ausleihe kehrte er im Januar 2023 zu Iwata zurück. Am Ende der Saison 2023 feierte er mit dem Verein die Vizemeisterschaft und den Aufstieg in die erste Liga. Am Ende der Saison 2024 belegte er mit Júbilo den 18. Tabellenplatz und musste somit in die zweite Liga absteigen. Nach dem Abstieg verließ er den Verein und schloss sich im Januar 2025 dem Erstligisten Tokyo Verdy an.

## Erfolge
Júbilo Iwata
- Japanischer Zweitligameister: 2021
- Japanischer Zweitligavizemeister: 2023